# Effets des substances psychoactives sur les animaux

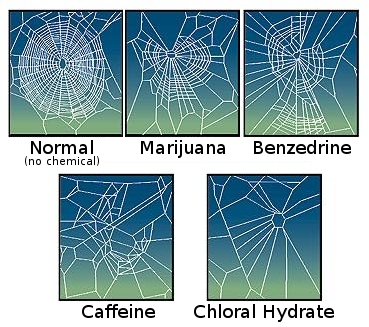
La caféine ou des drogues ou médicament psychoactifs administrés à des araignées affectent leur capacité à construire leur toile. Des toiles produites sous l'influence de très faibles doses de LSD (omis dans cette image) montrent inversement une augmentation de leur régularité.

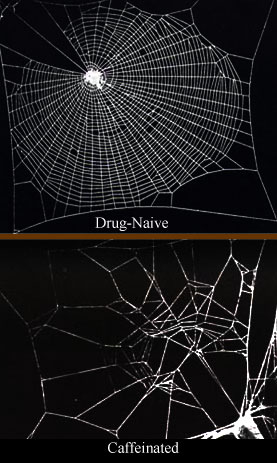
La caféine a un effet très significatif sur les araignées, ce qui se reflète dans la construction de leurs toiles.

Des substances ou médicaments psychotropes, tels que la caféine, l'amphétamine, la mescaline, le LSD, la marijuana, l'hydrate de chloral, la théophylline, l'IBMX et d'autres, peuvent avoir des effets importants sur certains animaux.
Même à faible dose, certains psychotropes réduisent par exemple le taux d'alimentation des insectes et des mollusques. Des doses élevées de certains psychotropes peuvent les tuer.[citation nécessaire]. Les araignées construisent des toiles plus désordonnées après avoir été exposées à de telles substances. La caféine a un effet similaire, en tant que molécule psychoactive, mais sans doute aussi parce qu'il s'agit d'une molécule insecticide mis au point par certaines plantes (au cours de l'évolution) comme défense chimique contre les insectes.

## Les araignées
En 1948, le pharmacologue suisse Peter N. Witt a commencé des recherches sur l'effet des drogues sur les araignées, à la demande de son collègue zoologiste H. M. Peters qui voulait observer les araignées de jardin en train de construire leur toile non pas vers 2h–5h du matin, mais plus tard ou plus tôt.
Witt a alors testé sur des araignées toute une gamme de substances psychoactives (dont amphétamine, mescaline, strychnine, LSD, et caféine). Il a constaté que chaque type de molécule affectait, non pas l'heure de construction de la toile comme il l'espérait, mais la forme de la toile, et d'une manière différente selon la famille de molécule.
À petites doses la caféine (10 µg/araignée) produit des toiles plus petites, aux rayons mal répartis, mais avec une régularité conservée des cercles, alors qu'à une dose 10 fois plus élevée (100 µg/araignée), la forme changeait plus et toute la toile devenait irrégulière.
Tous les médicaments testés par Witt ont réduit la régularité des toiles sauf pour le LSD à très petite dose (0,1 à 0,3 µg/araignée), qui alors augmentait la régularité de la toile.
Les molécules étaient administrées dissoutes dans de l'eau sucrée, dont une goutte était mise en contact avec la bouche de l'araignée. Dans certaines études, les araignées ont été nourries avec des « mouches droguées ». Pour quelques études qualitatives, un volume précisément dosé de la solution a été administré à l'araignée via une seringue à aiguille fine. Les toiles ont été photographiées pour une même araignée avant et après l'administration de drogues.
Les travaux de Witt ont été discontinus mais relancés en 1984 par la publication d'un article de J. A. Nathanson dans la revue Science (présenté ci-dessous).
En 1995, un groupe de chercheurs de la NASA a répété les expériences de Witt sur l'effet de la caféine, de la benzédrine, de la marijuana et de l'hydrate de chloral sur l'araignée européenne des jardins, avec des résultats qualitativement similaires à ceux de Witt, mais en utilisant des méthodes statistiques plus modernes d'analyse des formes et motifs des toiles d'araignée. Les auteurs ont conclu qu'on pouvait en tirer une méthode sensible de détection de drogue,.

## Autres arthropodes et mollusques
En 1984, Nathanson a signalé un effet des méthylxanthines sur les larves d'un lépidoptère ravageur du tabac (le Sphynx du tabac ou Manduca sexta). Un extrait de solution de poudre de feuilles de thé ou de grains de café administré à des larves de ce papillon (à des concentrations allant de 0,3 à 10 % pour le café et de 0,1 à 3 % pour le thé) conduisait à une inhibition du comportement d'alimentation, associée à une hyperactivité et à des tremblements. À des concentrations plus élevées, les larves mourraient en 24 heures. Nathanson a répété les expériences avec de la caféine purifiée et en a conclu que c'est bien la molécule de caféine/théine qui était responsable de ces effets. Le taux de caféine expliquait les effets variables entre café et thé (les feuilles de thé en contenaient 2 à 3 fois plus que les grains de café. Une action similaire a été observée pour l'IBMX sur les larves de moustiques, de ténébrion et de papillon, les larves et sur les nymphes de la punaise de l'asclépiade, avec inhibition de l'alimentation puis mort de l'insecte à des doses plus élevées. Les triboliums (coléoptères se nourrissant de farine) semblait insensibles à l'IBMX jusqu'à des taux de 3 %, mais une expérimentation conduite sur un temps plus long a montré que la caféine induisait chez cette espèce une suppression totale de l'activité reproductrice.
De plus, Nathanson a nourri des larves de Sphynx du tabac avec des feuilles sur lesquelles il avait pulvérisé de la caféine ou des molécules psychotropes ou des insecticides (DDCDM). Les effets étaient toujours similaires, à savoir l'inhibition de l'alimentation suivi de la mort de l'insecte. Nathanson en a conclu que la caféine et des molécules proches (méthylxanthines) étaient sans doute des insecticides naturels (pesticides biosynthétisés par les plantes) pour se protéger de leurs prédateurs. La caféine est en effet présente dans de nombreux végétaux d'espèces diverses, avec des niveaux élevés dans les feuilles de plants encore en développement, qui manquent de protection mécanique. La caféine paralyse et tue certains insectes se nourrissant de la plante. Des niveaux élevés de caféine ont également été trouvés dans le sol entourant les semis de grains de café, confirmant que la caféine a une fonction naturelle double (à la fois pesticide naturel et inhibiteur de germination des graines d'autres plants de café proches (et d'autres espèces ?)), ce qui lui donne une meilleure chance de survie.
Un coléoptère se nourrissant naturellement de café semble insensible à la caféine (il ne meurt pas quand il est exposé à de la caféine en solution, et il continue à manger les feuilles qui en contiennent). Il a été conclu que ce scarabée est adapté à la caféine.
Une étude a montré que certains insectes insensibles à la caféine quand elle est en solution aqueuse, deviennent sensibles quand la caféine leur est présentée dans un autre solvant.
Des résultats et conclusions du même type concernent des études similaires sur les limaces et les escargots (des feuilles de chou pulvérisées avec des solutions de caféine offertes à des limaces (Veronicella cubensis) et à des escargots (Zonitoides arboreus) ont provoqué une réduction de leur comportement alimentaire, suivi de la mort des mollusques). Une inhibition de l'alimentation par la caféine a également été observée chez des chenilles.

## Les chats
Environ 70 % des chats domestiques sont instinctivement attirés (et affectés) par la plante Nepeta cataria, plus connu sous le nom d'herbe à chat. Les félins sauvages, dont le tigre, le sont aussi (bien qu'on ne connaisse pas le pourcentage). La première réaction du chat est de renifler la plante, puis de la lécher voire de la mâcher et de se frotter contre elle avec ses joues et le corps tout entier en roulant dessus. Les chats ayant consommé un extrait concentré de cette plante montrent vite des signes de sur-excitation, des soubresauts violents, une abondante salivation et une excitation sexuelle. Cette réaction est provoquée par des terpénoïdes très volatiles (népétalactones) présents dans la plante. Ces terpènoïdes sont assez toxiques pour repousser les insectes mais en concentration trop faible pour empoisonner les chats.

## Les singes
Des macaques auxquels on a administré des antipsychotiques tels que l'halopéridol et l'olanzapine sur une période de 17 à 27 mois ont montré une réduction de leur volume cérébral.
Ces résultats n'ont pas été observés chez les humains consommant ce type de médicaments, et on ignore si un phénomène similaire existe, par manque de données disponibles,.

## Dans les médias
- 2002 : l'épisode 6 d'un documentaire britannique de la télévision de la série Weird Nature (Bizarreries de la Nature), intitulé « Potions particulières », montre que beaucoup d'animaux sont concernés par des processus d'intoxication (volontaire ou non) de ce type (zoopharmacognosie)[15]. Une grande partie de cette émission a été réutilisée par la chaîne du National Geographic (Worlds Weirdest Happy Hour)[16].
- 2014 : le documentaire Dolphins - Spy in the Pod montre un groupe de dauphins filmé en état d'ébriété, intoxiqués par des poissons-globes.